# Erfeld
Erfeld ist ein Ortsteil von Hardheim im Neckar-Odenwald-Kreis in Baden-Württemberg.

## Geographie
Erfeld liegt im Bauland auf etwa 300 m ü. NHN im noch nicht sehr tief eingeschnittenen Oberlauftal der Erfa. Durch das Dorf führt die Landesstraße 514 von Gerichtstetten nach Bretzingen. Im Osten der Gemarkung von Erfeld verläuft die Grenze zum Main-Tauber-Kreis.

## Geschichte
Erstmals urkundlich erwähnt wurde Erfeld im Jahr 1244. Während sich aus dem früheren Teilort Obererfeld das heutige Dorf entwickelt hat, lag das abgegangene Niedererfeld im Bereich der heutigen Erfelder Mühle an der nördlichen Gemarkungsgrenze. Erfeld gehörte einst zur Grundherrschaft des Klosters Amorbach und seit dem späten 13. Jahrhundert zu Kurmainz. Im Jahre 1803 ging Erfeld kurzzeitig in das Fürstentum Leiningen und 1806 in das Großherzogtum Baden über.
Am 1. Dezember 1971 wurde Erfeld in die Gemeinde Hardheim eingegliedert.

## Wappen
Blasonierung: In Silber auf grünem Boden zeigt das Wappen von Erfeld den heiligen Wendelin in blauem Gewand und schwarzen Stiefeln mit schwarzer Tasche an silbernem Band, in der Rechten einen schwarzen Hirtenstab haltend. Vor ihm steht ein schwarzer Hund mit roter Zunge.
Wappengeschichte: Kirchenpatron von Erfeld ist der heilige Wendelin. In der Zeit des Fürstentums Leiningen ist im Gemeindesiegel von Erfeld das leiningische Wappen mit dem Kirchenpatron als Schildhalter zu sehen. 1908/09 wurde vom Generallandesarchiv das heutige Wappen in anderer Farbgebung vorgeschlagen 1958/59 wurde er zur heutigen Farbgebung geändert.

## Verkehr
Über Landesstraßen besteht an der etwa 9 km entfernten Anschlussstelle Ahorn bzw. der etwa 12 km entfernten Anschlussstelle Boxberg Anbindung an die Bundesautobahn 81 in Richtung Würzburg bzw. Heilbronn.